# Monotona konvergenssatsen
Det finns flera satser som kallas monotona konvergenssatsen eller satsen om monton konvergens (SOMK).

## SOMK för talföljder
Satsen säger att om en talföljd är begränsad och monoton så konvergerar den.

## För funktionsföljd
Inom den matematiska analysen förkunnar monotona konvergenssatsen att om {\displaystyle \mu } är ett mått på en mängd {\displaystyle X} och {\displaystyle f_{n}} är en växande följd av funktioner som antar icke negativa värden och är integrerbara med avseende på {\displaystyle \mu }, så uppfyller funktionen
{\displaystyle f(x)=\lim _{n\rightarrow \infty }f_{n}(x)}
likheten
{\displaystyle \lim _{n\rightarrow \infty }\int f_{n}\,\mathrm {d} \mu =\int f\,\mathrm {d} \mu .}

### Bevis
Olikheten {\displaystyle f_{n}\leq f} ger att
{\displaystyle \int f_{n}\,\mathrm {d} \mu \leq \int f\,\mathrm {d} \mu ,}
med en naturlig tolkning i det fall att {\displaystyle f} inte är integrerbar. Det följer att
{\displaystyle \lim _{n\to \infty }\int f_{n}\,\mathrm {d} \mu \leq \int f\,\mathrm {d} \mu .}
Om {\displaystyle \lim _{n\to \infty }\int f_{n}\,\mathrm {d} \mu =\infty }, så är utsagan i satsen uppenbarligen sann. Antag att {\displaystyle \lim _{n\to \infty }\int f_{n}\,\mathrm {d} \mu <\infty }. Då gäller att
{\displaystyle \int |f_{m}-f_{n}|\,\mathrm {d} \mu =\int f_{m}\,\mathrm {d} \mu -\int f_{n}\,\mathrm {d} \mu \to 0,\quad m\geq n\to \infty .}
Tag enkla funktioner {\displaystyle g_{n}} sådana att {\displaystyle \int |g_{n}-f_{n}|\,\mathrm {d} \mu <4^{-n}}. Då är 
{\displaystyle \mu \{\,x:|g_{n}-f_{n}|\geq 2^{-n}\,\}<2^{-n}.}
Det följer att {\displaystyle \int |g_{n}-g_{m}|\,\mathrm {d} \mu \to 0} när {\displaystyle m,n\to \infty }, och {\displaystyle \lim _{n}g_{n}=f} nästan överallt. Sålunda är {\displaystyle f} integrerbar och
{\displaystyle \int f\,\mathrm {d} \mu =\lim _{n\to \infty }\int g_{n}\,\mathrm {d} \mu =\lim _{n\to \infty }\int f_{n}\,\mathrm {d} \mu .}